# Maju
Maju – małżonek bogini Mari. Nazywany też Sugaar, czyli 'mąż'.
Według wierzeń Basków miał on biec przed powozem Mari zwiastując burzę. Z ziemi widoczny był jako błyskawica.
Jego spotkania z Mari wywołują opady atmosferyczne, najczęściej grad. 
Baskowie uważali, że takie spotkania mają charakter regularny i odbywają się w piątki o 14.00.